# Замок Шрофенштайн (Тіроль)
Замок Шрофенштайн (нім. Burg Schrofenstein) розташований біля громади Штанц-бай-Ландек та неподалік району Перєн (нім. Perjen) міста Ландек округу Ландек у північній частині землі Тіроль.

## Історія
Замок дозволяв контролювати рух по системі долин Фіншгау (нім. Vinschgau) поміж гірськими хребтами Арльберг (нім. Arlberg) та Фернпасс (нім. Fernpass). Певний час тут знаходився суд, перебували міністеріали з Кур. З ХІІІ ст. замком володів рід фон Шрофенштайнів до свого вигасання 1546 р. Після них він належав роду графів фон Траутсон (нім. Trautson). Занепад замку розпочався з ХІХ ст. За 50 м під замком видніються рештки конюшень замку, господарського двору. Сьогодні власник намагається відновити 12м донжон.